# NBHC Endivia
Het Noord-Brabants Hoogstudentencorps Endivia was een gemengd studentencorps naar Vlaams model en verenigde studenten uit de vierhoek Brussel-Leuven-Aarschot-Mechelen die te Leuven studeerden. Officieel overkoepelde Endivia de jongensstudentenclub KVHC Noord-Brabant, de meisjesstudentenclub Witloofconvent en de oud-ledenvereniging Oud-Noord-Brabant. Endivia was lid van de Brabantse Gilde en via KVHC Noord-Brabant ook van het Seniorenkonvent Leuven (SK). De kleuren van Endivia, Noord-Brabant en het Witloofconvent waren rood-geel-rood (rood en geel zijn de kleuren van de stad Vilvoorde).

## Geschiedenis
Het Noord-Brabants Hoogstudentencorps Endivia is ontstaan uit de jongensstudentenclub KVHC Noord-Brabant, die in 1920 werd opgericht door Carlos Stas, Hendrik Elias en M. Marthély. Het was oorspronkelijk een club voor spoorstudenten uit de vierhoek Brussel-Leuven-Aarschot-Mechelen die aan de KULeuven studeerden. In 1972 verdween deze club uit het Leuvense studentenleven, maar in 1989 werd ze heropgericht door een groep rond Pieter De Schouwer. 
Om het dalende ledenaantal te counteren, besloot het bestuur van Peter Dirix in 1999 om een corpsstructuur op te zetten zoals die van het Katholiek Studentencorps te Brussel om hierdoor ook vrouwelijke leden te kunnen aantrekken. Hiertoe richtten Evelien Caimo en Karolien Baeyens op 11 oktober 1999 het Witloofconvent op. Het Witloofconvent was de meisjesafdeling en werd geleid door een voorzitster die de titel mascotte droeg. De leden van het Witloofconvent werden sjikonnekes genoemd. In het voorjaar van 2000 waren de nieuwe statuten gereed, werd de oud-studentenvereniging Oud-Noord-Brabant statutair opgericht en als corpsnaam werd Endivia gekozen, wat verwijst naar het feit dat het corps bedoeld was voor studenten uit de Witloofstreek rond Vilvoorde en Zaventem. De preses van KVHC Noord-Brabant was automatisch corpspreses, terwijl de voorzitster van het Witloofconvent vicecorpspreses was. Het corps verving de club als lid van de Brabantse Gilde bij een statutenwijziging in mei 2000.
Een paar jaar draaide het corps goed met een twaalftal leden, maar daarna werd het moeilijk om nieuwe schachten te vinden en op 7 maart 2003 besloot het corps ermee te stoppen en werd er op een galacantus een afscheidsplechtigheid georganiseerd. De oud-ledenvereniging organiseert nog wel een tweetal activiteiten per jaar voor de oud-leden van het corps.